# Hrîpalîci, Volodîmîr-Volînskîi
Hrîpalîci (în ucraineană Хрипаличі) este un sat în comuna Peatîdni din raionul Volodîmîr-Volînskîi, regiunea Volînia, Ucraina.

## Demografie
Componența lingvistică a localității Hrîpalîci
     Ucraineană (97,74%)
     Rusă (2,26%)
Conform recensământului din 2001, majoritatea populației localității Hrîpalîci era vorbitoare de ucraineană (97,74%), existând în minoritate și vorbitori de rusă (2,26%).